# Œdipe (Voltaire)
Pour les articles homonymes, voir Œdipe (homonymie).
Œdipe est la première pièce de théâtre de Voltaire.

## Description
La pièce est écrite en alexandrins et fut représentée pour la première fois le 18 novembre 1718 à la Comédie-Française. Dans son adaptation d’Œdipe roi, une tragédie athénienne de Sophocle, Voltaire a tenté de rendre plus rationnelles l'intrigue ainsi que les motivations de ses personnages. Dans une lettre de 1719, il a indiqué qu'il trouvait peu vraisemblable qu’on n’eût pas enquêté plus tôt sur l'assassinat de Laïus et qu’Œdipe mît si longtemps à comprendre un oracle pourtant bien clair. Voltaire ajoute une intrigue secondaire, l'amour de Philoctète pour Jocaste, et réduit l'importance du thème de l'inceste, auquel il donne un tour nouveau car Œdipe ne se sent pas coupable et accuse la barbarie des dieux.
Voltaire l'acheva en 1717 au cours de ses onze mois de prison. La première eut lieu le 18 novembre 1718 à la Comédie-Française, au cours de sa première période d'exil à Châtenay-Malabry. Quinault-Dufresne jouait Œdipe, et Charlotte Desmares, Jocaste. Le Régent y était présent et il félicita Voltaire pour son succès. Une rumeur courait depuis longtemps sur une relation incestueuse qu'il aurait eue avec sa fille ainée, Marie-Louise-Élisabeth d'Orléans, duchesse de Berry. Voltaire avait été arrêté et envoyé à la Bastille en mai 1717 après avoir dit à un indicateur de police que la duchesse était enceinte et se tenait enfermée dans son château de La Muette en attendant d'accoucher. Les rumeurs d'une relation incestueuse de Philippe avec sa fille avaient rendu la pièce controversée longtemps avant qu'elle ne fût jouée. Ironiquement, à cette première assistait également la duchesse de Berry, qui avait fait une entrée royale escortée par les dames de sa cour et sa garde. La fille du Régent était éblouissante de beauté dans sa somptueuse robe volante, qui mettait en valeur sa poitrine généreuse tout en dissimulant ses rondeurs. Mais, observant l'ample robe qui dissimulait la corpulence de la princesse, des spectateurs firent remarquer malicieusement que le volume de sa taille plantureuse s'était fort accru ces derniers mois. L'état de grossesse manifeste de la duchesse de Berry inspira aussitôt des commentaires grivois sur les amours d'Œdipe (le Régent) et de Jocaste (Berry), visiblement grosse d'Étéocle. Le 11 février 1719, la duchesse de Berry assista à une nouvelle représentation d'Œdipe, jouée en l'honneur de son neveu Louis XV, au palais du Louvre. Elle était assise à côté du petit roi. La salle de théâtre était bondée et la chaleur incommoda la princesse qui s’évanouit lorsqu'une allusion théâtrale à la maternité incestueuse de Jocaste fut bruyamment applaudie par le public. Des langues malveillantes chuchotèrent aussitôt que "Berry-Jocaste" entrait en travail et allait accoucher d'Etéocle en plein théâtre, mais on ouvrit une fenêtre et la future mère se remit de son évanouissement. La présence de cette princesse à la réputation sulfureuse contribua ainsi à la réussite de la pièce devant le public. Malgré l’avancement de sa grossesse scandaleuse, la duchesse de Berry, vint à cinq reprises voir les représentations de l’Oedipe. On dit que la féconde jeune veuve était attirée par la beauté de Quinault-Dufresne qui jouait le rôle d’Oedipe dans la pièce, ce qui l’incitait à braver l’opinion publique pour admirer le physique de l’acteur. La pièce eut quarante-cinq représentations et la chaleur avec laquelle elle fut reçue marqua pour Voltaire le début de son succès dans sa carrière théâtrale. Elle constitue, selon Jean-Pierre Vernant et Pierre Vidal-Naquet, le plus grand succès dramatique du XVIIIe siècle en France, succès relancé le 7 mai 1723 avec Adrienne Lecouvreur et Quinault-Dufresne. La pièce est restée au répertoire de la Comédie-Française jusqu'en 1852.
Dans une lettre du 7 janvier 1730 au père Porée[réf. incomplète], Voltaire commente ainsi l’écriture de la pièce : « J'étais plein de la lecture des anciens et de vos leçons, et je connaissais fort peu le théâtre de Paris. »
Œdipe est le premier écrit où Arouet prend le nom de Voltaire.